# Tập đoàn Tân Tạo
Tập đoàn Tân Tạo (TANTAO GROUP) bao gồm Công ty cổ phần đầu tư công nghiệp Tân Tạo, tên viết tắt là ITACO, có tên tiếng Việt khi mới thành lập là Công ty cổ phần đầu tư khu công nghiệp Tân Tạo, tên tiếng Anh là Tan Tao Investment & Industry Corporation là một doanh nghiệp phát triển khu công nghiệp và cơ sở hạ tầng hàng đầu tại Việt Nam. Công ty được thành lập vào ngày 14 tháng 11 năm 1996 và vào ngày 15 tháng 11 năm 2006, cổ phiếu của công ty được chính thức niêm yết trên Sở Giao dịch Chứng khoán Thành phố Hồ Chí Minh với mã chứng khoán là ITA. Công ty là một trong 9 doanh nghiệp hàng đầu của Việt Nam  được chọn gia nhập chỉ số chứng khoán Russell Global Index và là một trong 10 công ty có giá trị vốn hóa lớn và tính thanh khoản tốt nhất Việt Nam hiện nay được lựa chọn tính toán trong chỉ số S&P Vietnam 10 Index. Theo bảng xếp hạng 1000 doanh nghiệp nộp thuế thu nhập doanh nghiệp lớn nhất Việt Nam năm 2011 được Công ty Vietnam Report phối hợp với báo VietNamNet và tạp chí Thuế công bố, Công ty cổ phần đầu tư công nghiệp Tân Tạo xếp thứ 129 và xếp thứ 35 trong danh sách 200 doanh nghiệp tư nhân đóng thuế thu nhập lớn nhất 2011 .

## Lịch sử
Tập đoàn Tân Tạo được thành lập năm 1993 tại Thành phố Hồ Chí Minh có tên ban đầu là Công ty TNHH Hoàng Yến, tiền thân của Tập đoàn Tân Tạo ngày nay.
Chủ tịch Hội đồng quản trị Tập đoàn Tân Tạo từ khi thành lập đến nay là bà Đặng Thị Hoàng Yến.
Công ty cổ phần đầu tư công nghiệp Tân Tạo thành lập ngày 14 tháng 11 năm 1996 và khởi công xây dựng khu công nghiệp Tân Tạo trên diện tích 442 hecta tại huyện Bình Tân, Thành phố Hồ Chí Minh vào ngày 3 tháng 2 năm 1997.
Ngày 14 tháng 7 năm 2001 Tập đoàn Tân Tạo khởi công xây dựng khu công nghiệp dệt may Nhơn Trạch 184 ha tại tỉnh Đồng Nai.
Ngày 14 tháng 11 năm 2001, tập đoàn Tân Tạo được trao tặng Huân chương Lao động hạng ba.
Ngày 14 tháng 11 năm 2003, khởi công xây dựng khu công nghiệp Tân Đức giai đoạn 1 trên diện tích 537 hecta tại tỉnh Long An
Ngày 14 tháng 11 năm 2005, Tập đoàn Tân Tạo nhận Huân chương Lao động hạng hai.
Ngày 14 tháng 11 năm 2006, Tập đoàn Tân Tạo khởi công xây dựng khu công nghiệp Nhơn Hội tại tỉnh Bình Định.
Ngày 15 tháng 11 năm 2006, ITACO chính thức được niêm yết trên Sở Giao dịch Chứng khoán Thành phố Hồ Chí Minh với mã niêm yết là ITA và đến nay đã trở thành một trong những cổ phiếu bluechip trên sàn chứng khoán Việt Nam.
Ngày 15 tháng 12 năm 2007, Tập đoàn Tân Tạo khởi công xây dựng khu công nghiệp Tân Đức giai đoạn 2 và khu đô thị Tân Đức trên diện tích 618 hecta 
Ngày 8 và 9 tháng 1 năm 2008, tại hội nghị Việt Nam - Ngôi sao đang lên của châu Á được báo The Economist’ của nước Anh, ITACO và báo ‘Thế giới và Việt Nam’ phối hợp tổ chức, ITACO được Chủ tịch Quốc hội Nguyễn Phú Trọng trao giải Siêu sao phát triển đất nước

## Cơ cấu tổ chức
Các công ty thành viên của Tập đoàn Tân Tạo :
- Công ty Cổ phần Đầu tư & Công nghiệp Tân Tạo (ITACO) - www.itaexpress.com.vn
- Công ty cổ phần đầu tư Tân Đức (TADICO)- www.tanduccity.com
- Công ty cổ phần truyền thông Việt Nam: (Kênh truyền hình VBC)- www.vbc.com.vn
- Công ty cổ phần đầu tư khai thác và cung cấp nước sinh hoạt ITA-Water
- Công ty cổ phần đô thị Sài Gòn - Mêkông (Saigon-Mekong Science City)
- Công ty TNHH Khai thác dịch vụ-kinh doanh văn phòng và nhà xưởng Tân Tạo (Taserco)
- Công ty cổ phần đầu tư - tin học & tư vấn xây dựng Phương Nam (SEI)- www.southern-corp.com
- Công ty xi măng Tân Tạo
- Công ty Phát triển năng lượng Tân Tạo (TEDC)
- Công ty cổ phần Năng lượng Tân Tạo (TEC)
- Công ty cổ phần đầu tư - xây dựng và khai thác cầu đường (Ita-Ways)
- Công ty cổ phần khai thác & phát triển kho vận Tân Tạo (Itatrans)
- Công ty cổ phần Đầu tư và Phát triển Đô thị Tân Tạo (ITA.Ecity) www.ita-ecity.com
- Đại học Tân Tạo (TTU) - www.ttu.edu.vn

## Lĩnh vực hoạt động chính của Tập đoàn Tân Tạo
- Đầu tư, phát triển, xây dựng, khai thác thương mại các khu công nghiệp
- Cung cấp các dịch vụ hỗ trợ trong khu công nghiệp bao gồm cả xúc tiến kinh doanh, cho thuê nhà xưởng, thiết bị xây dựng, văn phòng, cao ốc, trung tâm thương mại, các trang thiết bị.
- Đầu tư, phát triển, xây dựng, khai thác hạ tầng thương mại bao gồm:

- Hệ thống giao thông, đường cao tốc:
- Hệ thống cảng biển và cảng sông, kho hải quan, vận chuyển hàng hóa, xúc tiến thương mại
- Các nhà máy thủy điện, nhiệt điện, phong điện, điện khí đốt
- Các nhà máy nước cung cấp nước sạch và xử lý nước thải, hệ thống cấp thoát nước
- Hệ thống truyền tải điện.
- Hệ thống truyền hình vô tuyến và truyền hình cáp, viễn thông,VOIP, Internet (ISP)…
- Xây dựng và phát triển các khu đô thị, khu dân cư, khu du lịch, Phim trường.
- Xuất nhập khẩu trực tiếp
- Thành lập các trường dạy nghề
- Lĩnh vực và quy mô hoạt động có thể thay đổi theo nghị quyết của Đại hội đồng Cổ đông.
- Sản xuất gạo [10]
- Sản xuất điện
- Truyền thông

## Các dự án đầu tư
- Khu công nghiệp:
  - Khu công nghiệp Tân Tạo: KCN Tân Tạo được thành lập năm 1996 tại quận Bình Tân, thành phố Hồ Chí Minh (cách trung tâm thành phố 12 km)có tổng diện tích 442 ha và là một trong các khu công nghiệp lớn nhất tại thành phố Hồ Chí Minh và cả khu vực phía Nam nói chung.[11].
  - Khu công nghiệp Tân Đức: Vị trí nằm tại xã Đức Hòa Hạ, huyện Đức Hòa, tỉnh Long An. Quần thể Khu công nghiệp – Dân cư – Dịch vụ Tân Đức là một hệ thống kiến trúc hiện đại với tổng diện tích 1159ha.[12].
  - Khu công nghiệp Nhơn Hội tại tỉnh Bình Định có tổng diện tích 630 ha [13]
  - Khu công nghiệp Nhơn Trạch tại tỉnh Đồng Nai có tổng diện tích 184 ha.
- Hạ tầng:
  - Cảng nước sâu Nam Du: Dự án Cảng biển nước sâu Nam Du có vốn đầu tư dự kiến khoảng 800 triệu USD, được chia thành 2 giai đoạn. Giai đoạn 1 với công suất 12 triệu T/năm (than) và 5 triệu tấn/năm (hàng tổng hợp), tiếp nhận tàu có trọng tải lên đến 80.000 DWT.Giai đoạn 2 là 50 triệu T/năm (than) và 12 triệu T/năm (hàng tổng hợp), tiếp nhận tàu có trọng tải lên đến 150.000-200.000 DWT.[14].
  - Trường Đại học Tân Tạo: là một đại học tư thục của Việt Nam giảng dạy bằng tiếng Anh theo chương trình của đại học Duke danh tiếng của Hoa Kỳ, đặt tại Long An. Đây là trường với mục tiêu trở thành trường đại học Việt Nam đạt tiêu chuẩn quốc tế.
- Năng lượng
  - Trung tâm điện lực Kiên Lương: Trung tâm điện lực Kiên Lương có công suất 4.400 MW đến 5.200 MW được xây dựng trên diện tích 555,9ha tại khu vực vịnh Ba Hòn, thị trấn Kiên Lương, huyện Kiên Lương, tỉnh Kiên Giang. Trung tâm Điện lực Kiên Lương đã được Thủ tướng Chính phủ, UBND tỉnh Kiên Giang và các Bộ, ngành liên giao cho Công ty Cổ phần Năng lượng Tân Tạo làm chủ đầu tư với tổng vốn đầu tư 6,7 tỉ USD [15]. Trung tâm sẽ được xây dựng theo công nghệ đốt than công nghệ truyền thống được chia làm 3 giai đoạn: Giai đoạn 1: 1.200 MW, Giai đoạn 2: 1.200-2.000 MW, Giai đoạn 3: 2.000 MW.

## Hoạt động từ thiện
Tập đoàn Tân Tạo tham gia tích cực vào nhiều hoạt động từ thiện tại rất nhiều địa phương trong cả nước.
Ngày 30 tháng 9 năm 2007 tại Nhà hát lớn Hà Nội, Tập đoàn Tân Tạo đã ra mắt 3 quỹ từ thiện với sự tham dự của Chủ tịch nước Nguyễn Minh Triết  gồm: 
- Quỹ ITA vì tương lai: Hỗ trợ các em học sinh nghèo học giỏi, giáo viên vùng sâu vùng xa có hoàn cảnh khó khăn
- Quỹ ITA chiến thắng bệnh tật: Hỗ trợ các nạn nhân chất độc màu da cam và các bệnh nhân nghèo
- Quỹ ITA hàn gắn vết thương: Hỗ trợ các bà mẹ Việt Nam anh hùng, các gia đình thương binh liệt sĩ, neo đơn, các đối tượng bị ảnh hưởng bởi thiên tai lũ lụt
- Giải thưởng Hoa Trạng nguyên: Nhằm tôn vinh và khích lệ những tài năng trong học tập, đồng thời góp phần thúc đẩy phong trào phấn đấu rèn luyện trong học sinh, sinh viên vươn tới đỉnh cao, Tập đoàn Tân Tạo phối hợp cùng Ban Tuyên giáo trung ương, Bộ Giáo dục và đào tạo, Trung ương Đoàn TNCS Hồ Chí Minh... sáng lập Giải thưởng tuyên dương các học sinh đạt giải quốc tế, quốc gia, thủ khoa kỳ thi đầu vào các trường đại học, học viện và học sinh đạt thành tích học tập xuất sắc trong cả nước.[18]

Trả lời câu hỏi tại sao nguyên đơn chỉ kiện cá nhân ông Dũng chứ không kiện Chính phủ Việt Nam, luật sư Tony Buzbee giải thích:
Các nguyên đơn nhắm vào cựu Thủ tướng Dũng, vừa trong vai trò là hiện thân của Nhà nước Việt Nam, vừa với tư cách của bản thân ông. Ông cựu Thủ tướng có thể chọn cách bảo vệ cá nhân mình trước tòa Trọng tài, hay tìm cách nấp sau Nhà nước mà thời ấy ông là hiện thân của, tức Việt Nam.

## Kiện chính quyền Việt Nam
Trang mạng đài BBC ngày 6.7.2022 cho hay, Tập đoàn Tân Tạo của Chủ tịch Đặng Thị Hoàng Yến đưa ra trọng tài quốc tế thủ tục kiện chính phủ Việt Nam hàng tỷ đô la Mỹ vì hệ thống toà án Việt Nam vào ngày 25/1/2018 đã ra phán quyết buộc Tân Tạo phải làm thủ tục phá sản để trả khoản nợ hơn 21 tỷ đồng (900.000 USD) và từ chối quyền chống án của họ. 